# Hermópolis
Hermópolis (em grego: Ερμούπολη, transl. Ermoúpoli), também conhecida como Ermoupolis, é uma cidade na Grécia. É a capital da ilha de Siro e das Cíclades.